# Le Conducteur de diligence et la jeune fille
Pour plus de détails, voir Fiche technique et Distribution.
Le Conducteur de diligence et la jeune fille (The Stagecoach Driver and the Girl) est un court métrage muet américain, réalisé et interprété par Tom Mix, sorti en 1915.

## Synopsis
Selon Éric Leguèbe« Le scénario est dans le titre, à l'exception des hors-la-loi que le héros doit affronter ».

## Fiche technique
- Titre : Le Conducteur de diligence et la jeune fille
- Titre original : The Stagecoach Driver and the Girl
- Réalisation : Tom Mix
- Scénario : Tom Mix
- Société de production : Selig Polyscope Company
- Société de distribution : General Film Company
- Pays d'origine : États-Unis
- Format : Noir et blanc - 1,33:1 - Film muet
- Genre : Western
- Durée : 12 minutes (une bobine)
- Date de sortie : 9 mars 1915

## Distribution
- Tom Mix : Tom, le conducteur de la diligence
- Louella Maxam : Edythe
- Goldie Colwell : Alice, la sœur de Tom
- Ed Brady : le joueur
- Ed Jones : le shérif